# Pirri
José Martínez Sánchez bedre kendt som Pirri (født 11. marts 1945 i Ceuta, Spanien) er en spansk tidligere fodboldspiller (midtbane/forsvarer) og en af de mest vindende spillere i spansk fodbolds historie.

## Klubkarriere
Pirri, der blev født i den spanske enklave Ceuta på den afrikanske nordkyst, startede sin karriere i den sydspanske klub Granada CF. I 1964 blev han solgt til hovedstadsklubben Real Madrid. Han blev indkøbt som erstatning for legenden Alfredo di Stéfano, der forlod klubben samtidig, og Pirri debuterede for klubben i et El Clásico-opgør mod FC Barcelona. Pirri tilbragte de efterfølgende 16 år i klubben, heraf mange som anfører. Han spillede mere end 400 ligakampe for holdet, og var med til at vinde ikke mindre end ti spanske mesterskaber, fire Copa del Rey-titler samt Mesterholdenes Europa Cup finale 1966.
Pirri forlod Real Madrid i 1980 og skiftede til den mexicanske klub Puebla FC, hvor han afsluttede sin karriere to år senere.

## Landshold
Pirri spillede desuden 41 kampe for det spanske landshold, hvori han scorede 16 mål. Han debuterede for holdet under VM 1966 i England i en gruppekamp mod Argentina. Han var også med i truppen til VM 1978 i Argentina, hvor han spillede sin sidste landskamp i et opgør mod Sverige.

## Titler
La Liga
- 1965, 1967, 1968, 1969, 1972, 1975, 1976, 1978, 1979 og 1980 med Real Madrid

Copa del Rey
- 1970, 1974, 1975 og 1980 med Real Madrid

Mesterholdenes Europa Cup
- 1966 med Real Madrid